# Januari 1938
| Deze maand                                                                               |
| ---------------------------------------------------------------------------------------- |
| - Regeringscrisis in Frankrijk - Japan en China verbreken betrekkingen - Beatrix geboren |

De volgende gebeurtenissen speelden zich af in januari 1938. 
- 1 - De Duitse ziekenfondsen voor werknemers sluiten bijna alle joodse artsen uit.
- 1 - In Estland treedt een nieuwe grondwet in werking.
- 3 - De Britse radio zendt vanaf deze dag dagelijks tussen 18:00 en 18:15 een nieuwsdienst in het Arabisch uit. Het is hun eerste uitzending in een vreemde taal.
- 6 - De gemeenteraad van Utrecht stemt in met het voorstel van architect Willem Dudok voor de nieuwe schouwburg.
- 7[1] - Alle niet voor de verdediging vereist zijnde burgers worden bevolen Madrid te verlaten.
- 8 - De Spaanse regeringstroepen (Republikeinen) nemen na langdurige gevechten Teruel in.
- 9 - Kroonprins Paul van Griekenland trouwt met Frederika van Brunswijk.
- 10 - De Roemeense en Tsjechoslowaakse ministers van buitenlandse zaken, Istrate Micescu en  Camille Krofta, ontmoeten elkaar in Praag.
- 10-12 - Besprekingen tussen Italië, Oostenrijk en Hongarije als ondertekenaars van de Protocollen van Rome. Oostenrijk en Hongarije verklaren de regering-Franco als officiële regering van Spanje te zullen erkennen.
- 14 - Een crisis binnen het Volksfront leidt tot een ontslagaanvraag van het Franse kabinet-Chautemps.
- 17 - De Joegoslavische minister-president Milan Stojadinović bezoekt Berlijn.
- 18[1] - In Duitsland worden de sociale voorzieningen uitgebreid. De staat staat garant voor de invaliditeitsverzekering en er komen huwelijksleningen en kinderbijslag voor grote gezinnen.
- 18 - In Roemenië wordt het parlement ontbonden. Nieuwe verkiezingen zullen worden gehouden op 2 en 4 maart.
- 18 - Camille Chautemps vormt een nieuwe regering in Frankrijk. Het kabinet bestaat voornamelijk uit radicalen, maar wordt ook door de socialisten gesteund.
- 18 - De Eerste Kamer stemt voor de voorgestelde grondwetswijzigingen. Alleen de NSB stemt tegen de meeste voorstellen.
- 19[1] - Roemenië erkent de koning van Italië als keizer van Abessynië.
- 19 - Het Nederlandse schip Hannah wordt nabij Valencia getorpedeerd.
- 20 - De handelsbesprekingen tussen de Verenigde Staten en Italië worden geschorst, omdat de VS weigeren de annexatie van Abessynië te erkennen.
- 20 - Koning Faroek van Egypte trouwt met Safinaz Zulficar.
- 20 - Japan en China verbreken de diplomatieke betrekkingen.
- 22[1] - De socialistische leden afgevaardigden in de Volksdag van Danzig treden toe tot de nationaalsocialistische partij.
- 22[1] - Stanley Reed wordt benoemd tot rechter in het Hooggerechtshof.
- 22[1] - Léon Degrelle wordt veroordeeld wegens smaad jegens Frans Van Cauwelaert.
- 25 - In Nederland is het noorderlicht op voor die streken zeldzaam grootse en langdurige wijze te zien.
- 27 - Het Rapport-Van Zeeland ziet het licht. Dit doet voorstellen aan de Verenigde Staten, Verenigd Koninkrijk, Frankrijk, Duitsland en Italië om tot grotere economische samenwerking te komen, onder meer leidend tot een internationaal economisch bureau in Brussel.
- 27 - De 'Falls View'-brug over de Niagarawatervallen stort in.
- 28 - Franklin Delano Roosevelt dient een voorstel in tot verdere bewapening en uitbreiding van de marinevloot.
- 31 - Beatrix, het eerste kind van prinses Juliana en prins Bernhard, wordt geboren.
- 31 - Franco vormt een staatsstructuur en een regering.
- 31 - Nabij Cartagena wordt een Brits steenkolenschip door een onderzeeër tot zinken gebracht.

en verder:
- Zweden en Finland weigeren de Italiaanse annexatie van Abessynië te erkennen.
- De Nederlander Gerard Bakker Schut wint de rally van Monte Carlo.

<< · januari · februari · maart · april · mei · juni · juli · augustus · september · oktober · november · december · >>